# Municipio de Stanton (Illinois)
El municipio de Stanton (en inglés: Stanton Township) es un municipio ubicado en el condado de Champaign en el estado estadounidense de Illinois. En el año 2010 tenía una población de 505 habitantes y una densidad poblacional de 5,61 personas por km².

## Geografía
El municipio de Stanton se encuentra ubicado en las coordenadas 40°10′53″N 88°4′40″O / 40.18139, -88.07778. Según la Oficina del Censo de los Estados Unidos, el municipio tiene una superficie total de 90.04 km², de la cual 89,89 km² corresponden a tierra firme y (0,17 %) 0,15 km² es agua.

## Demografía
Según el censo de 2010, había 505 personas residiendo en el municipio de Stanton. La densidad de población era de 5,61 hab./km². De los 505 habitantes, el municipio de Stanton estaba compuesto por el 98,42 % blancos, el 0,2 % eran afroamericanos, el 0,2 % eran amerindios, el 0,4 % eran asiáticos y el 0,79 % eran de una mezcla de razas. Del total de la población el 0,2 % eran hispanos o latinos de cualquier raza.